# Dave Armstrong
Dave Armstrong ist ein kanadischer House-Produzent und DJ.

## Leben und Karriere
Geboren in Vancouver, British Columbia, machte Armstrong seinen High-School-Abschluss 1997 auf der Shawnigan Lake School auf Vancouver Island.
Als House-DJ tourte er danach weltweit, wurde beispielsweise in den USA, Europa, Nordafrika und Japan gebucht.
Seine international bekanntesten Club-Hits waren Make Your Move aus dem Jahr 2003 und Love Has Gone von 2008. Er veröffentlichte seine Songs unter anderem bei den Labels Hed Kandi und Ministry of Sound und gehörte zur Stammmannschaft des kanadischen Houselabels Eyezcream Recordings.

## Singles und EPs
- 2002: Prime Kutz EP
- 2002: Slam Jam EP
- 2003: Make Your Move
- 2003: Release the Tension
- 2004: Out of Time
- 2004: Groove in You
- 2004: Uniqua
- 2005: Makin’ Me Hot EP
- 2006: Bella / Just Do It
- 2008: Love Has Gone